# Ion Negulici
Ion Negulici (Câmpulung Muscel, 1812-Constantinopla, 1851) fue un pintor rumano.

## Biografía
Nacido en Câmpulung en 1812, desde muy pequeño sintió inclinación por el dibujo y la pintura, pasando su tiempo en la escuela, según Rosetti, pintando caballos, árboles y casas en las paredes. Después de varios estudios, interrumpidos, en las escuelas de Bucarest, Câmpulung e Iași, ingresó como administrativo en el Ministerio de Justicia en Iași en 1830, luego fue a París y asistió a los cursos del profesor Coignet. Allí fue premiado por su obra Intoarcerea de la câmp.
En 1837 regresó a Câmpulung. Marchó a Bucarest, donde vivió en el castillo de Barbu Catargiu, y en 1839 viajó por Atenas y Constantinopla. Posteriormente, en 1842, tras pasar un año en el taller del pintor Drolling en París, regresó a Valaquia. En 1845, Negulici dejó la pintura para dedicarse a la literatura y la política; se asoció con Ion Heliade-Rădulescu en la publicación del Curierul de ambe sexe, tradujo varias obras y participó en el movimiento revolucionario de 1848. El gobierno provisional lo nombró prefecto en Ploiești, pero cuando el levantamiento amainó, se ve obligado a refugiarse en Brașov, de donde pasó luego a Turquía, tras lo cual estuvo internado durante un tiempo en Bursa. Falleció en Constantinopla el 5 de abril de 1851.
Entre sus obras se encontraron retratos de Dimitrie Brătianu (1835), de C. A. Rosetti en uniforme (1837) y de C. Bolliac (1837), además de numerosos dibujos que representaban vistas, monumentos y trajes del país.